# Yuzhen Hu
Yuzhen Hu (chinesisch 余震 湖 ‚Nachbebensee‘) ist ein rechteckiger See an der Ingrid-Christensen-Küste des ostantarktischen Prinzessin-Elisabeth-Lands. Er liegt am Wufeng Shan nordöstlich des Progress Lake in den Larsemann Hills.
Chinesische Wissenschaftler benannten ihn 1993 im Zuge von Vermessungs- und Kartierungsarbeiten.